# Columna de la Santísima Trinidad de Olomouc
La columna de la Santa Trinidad de Olomouc  en Moravia (República Checa) es una columna monumental barroca construida en 1740 al final de una epidemia de peste. Obra del escultor Ondrej Zahner, fue incluida en 2000 en el Lista del Patrimonio de la Humanidad de Unesco.
Con una altura de 35 metros, está decorada con esculturas religiosas de la Europa Central.